# Issanlas
Issanlas est une commune française, située dans le département de l'Ardèche en région Auvergne-Rhône-Alpes.

## Géographie

### Situation et description

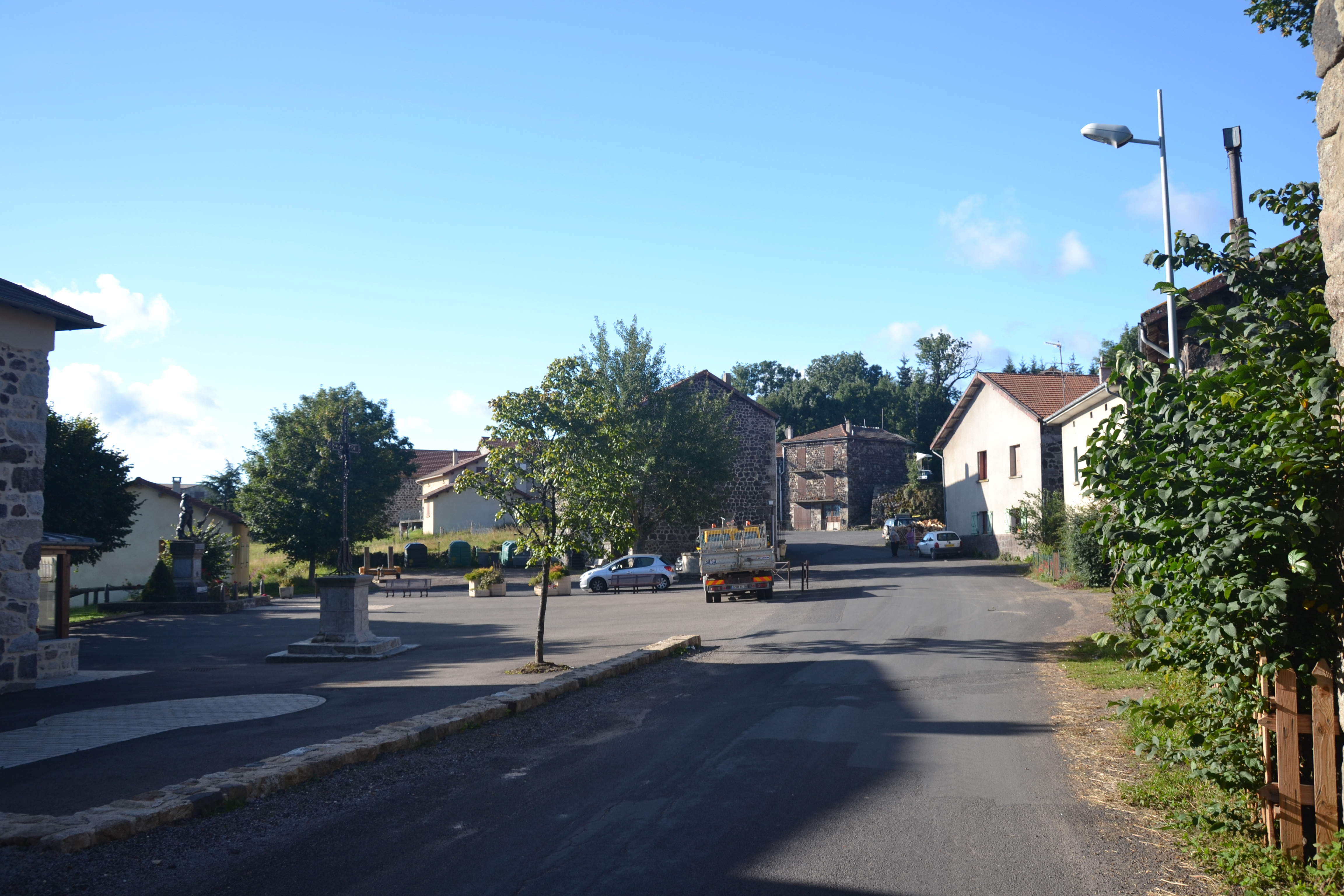
Ambiance de la commune : une rue.

Issanlas est une petite commune à l'aspect essentiellement rural située dans un secteur de moyenne montagne entre Privas, à l'est, Mende, à l'ouest et Le Puy-en-Velay au nord.
Cette commune a la particularité d'être divisée en deux par le relief, les deux parties de la commune ne communiquant par aucune route ni même aucun chemin carrossable. Pour cette raison, en dépit de sa faible population, la commune dispose de deux codes postaux différents, selon qu'elle est desservie par le bureau distributeur de Saint-Cirgues-en-Montagne au nord-est ou celui de Lespéron au sud-ouest.
La commune est traversée par le sentier de grande randonnée de pays GRP du Tour de la Montagne ardéchoise.

### Communes limitrophes
Les communes limitrophes sont  Coucouron, Lachapelle-Graillouse, Lanarce, Lavillatte, Mazan-l'Abbaye et Saint-Cirgues-en-Montagne.

### Hydrographie
La commune est drainée par plusieurs cours d'eau, dont la Languougnole ainsi que le Rieufol et la Nouquette qui en sont des affluents.
La Languougnole est un affluent du fleuve la Loire.

### Climat
Pour des articles plus généraux, voir Climat d'Auvergne-Rhône-Alpes et Climat de l'Ardèche.
En 2010, le climat de la commune est de type climat de montagne, selon une étude du CNRS s'appuyant sur une série de données couvrant la période 1971-2000. En 2020, Météo-France publie une typologie des climats de la France métropolitaine dans laquelle la commune est exposée à un climat de montagne ou de marges de montagne et est dans la région climatique Sud-est du Massif Central, caractérisée par une pluviométrie annuelle de 1 000 à 1 500 mm, minimale en été, maximale en automne.
Pour la période 1971-2000, la température annuelle moyenne est de 6,9 °C, avec une amplitude thermique annuelle de 15,6 °C. Le cumul annuel moyen de précipitations est de 905 mm, avec 10 jours de précipitations en janvier et 6,4 jours en juillet. Pour la période 1991-2020, la température moyenne annuelle observée sur la station météorologique installée sur la commune est de 7,3 °C et le cumul annuel moyen de précipitations est de 1 017,1 mm,. Pour l'avenir, les paramètres climatiques de la commune estimés pour 2050 selon différents scénarios d'émission de gaz à effet de serre sont consultables sur un site dédié publié par Météo-France en novembre 2022.
| Mois                                  | jan.           | fév.           | mars           | avril         | mai           | juin          | jui.          | août          | sep.          | oct.          | nov.           | déc.           | année      |
| ------------------------------------- | -------------- | -------------- | -------------- | ------------- | ------------- | ------------- | ------------- | ------------- | ------------- | ------------- | -------------- | -------------- | ---------- |
| Température minimale moyenne (°C)     | −3,5           | −3,7           | −1,4           | 1,7           | 4,9           | 8,6           | 10,6          | 10,2          | 7,4           | 4,6           | 0,5            | −2,5           | 3,1        |
| Température moyenne (°C)              | −0,6           | −0,5           | 2,6            | 6,2           | 9,4           | 13,7          | 16,3          | 15,8          | 12,3          | 8,4           | 3,4            | 0,4            | 7,3        |
| Température maximale moyenne (°C)     | 2,2            | 2,7            | 6,5            | 10,7          | 14            | 18,9          | 21,9          | 21,3          | 17,1          | 12,1          | 6,3            | 3,2            | 11,4       |
| Record de froid (°C) date du record   | −15,6 19.01.17 | −20,8 05.02.12 | −20,4 01.03.05 | −8,9 07.04.08 | −4,3 05.05.19 | 0,1 02.06.06  | 3,5 05.07.07  | 3,3 10.08.17  | −2,4 27.09.10 | −7,7 29.10.12 | −11,3 28.11.13 | −15,6 30.12.05 | −20,8 2012 |
| Record de chaleur (°C) date du record | 18,3 20.01.08  | 18,2 26.02.19  | 20,3 15.03.12  | 22,6 07.04.11 | 27,9 21.05.22 | 32,8 27.06.19 | 30,8 18.07.22 | 33,9 23.08.23 | 26,7 27.09.13 | 25,9 09.10.23 | 18,9 12.11.15  | 19,1 02.12.15  | 33,9 2023  |
| Précipitations (mm)                   | 65,3           | 51             | 58,5           | 99            | 104,3         | 78,5          | 68,2          | 73,6          | 80,3          | 127,4         | 152,1          | 58,9           | 1 017,1    |

## Urbanisme

### Typologie
Au 1er janvier 2024, Issanlas est catégorisée commune rurale à habitat très dispersé, selon la nouvelle grille communale de densité à 7 niveaux définie par l'Insee en 2022.
Elle est située hors unité urbaine et hors attraction des villes,.

### Occupation des sols

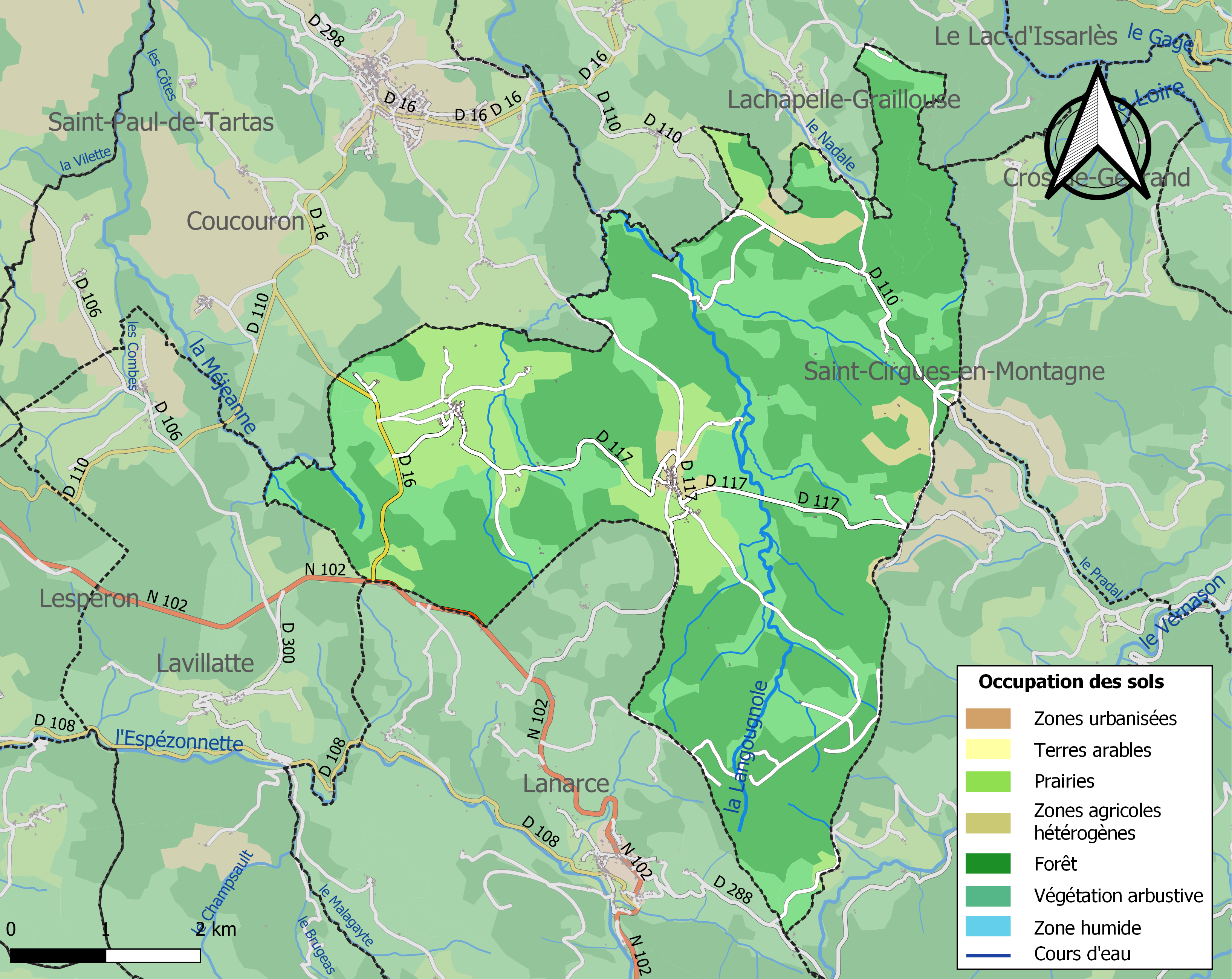
Carte des infrastructures et de l'occupation des sols de la commune en 2018 (CLC).

L'occupation des sols de la commune, telle qu'elle ressort de la base de données européenne d’occupation biophysique des sols Corine Land Cover (CLC), est marquée par l'importance des forêts et milieux semi-naturels (82,7 % en 2018), en diminution par rapport à 1990 (85,3 %). La répartition détaillée en 2018 est la suivante : 
forêts (56,3 %), milieux à végétation arbustive et/ou herbacée (26,4 %), prairies (14,4 %), zones agricoles hétérogènes (2,9 %).
L'évolution de l’occupation des sols de la commune et de ses infrastructures peut être observée sur les différentes représentations cartographiques du territoire : la carte de Cassini (XVIIIe siècle), la carte d'état-major (1820-1866) et les cartes ou photos aériennes de l'IGN pour la période actuelle (1950 à aujourd'hui).

### Habitat et logement
En 2020, le nombre total de logements dans la commune était de 159, alors qu'il était de 158 en 2010 et 2015.
Parmi ces logements, 29,1 % étaient des résidences principales, 56,4 % des résidences secondaires et 14,4 % des logements vacants. Ces logements étaient pour 95,6 % d'entre eux des maisons individuelles et pour 3,8 % des appartements.
Le tableau ci-dessous présente la typologie des logements à Issanlas en 2020 en comparaison avec celle de l'Ardèche et de la France entière. Une caractéristique marquante du parc de logements est ainsi une proportion de résidences secondaires et logements occasionnels (56,4 %), très supérieure à celle du département (17,8 %) et à celle de la France entière (9,7 %). Concernant le statut d'occupation de ces logements, 80,4 % des habitants de la commune sont propriétaires de leur logement (80,8 % en 2015), contre 67,1 % pour l'Ardèche et 57,5 pour la France entière.
| Typologie                                               | Issanlas | Ardèche | France entière |
| ------------------------------------------------------- | -------- | ------- | -------------- |
| Résidences principales (en %)                           | 29,1     | 72,4    | 82,1           |
| Résidences secondaires et logements occasionnels (en %) | 56,4     | 17,8    | 9,7            |
| Logements vacants (en %)                                | 14,4     | 9,7     | 8,2            |

### Énergie
En juin 2017, EDF inaugure le parc éolien de la montagne ardéchoise, le plus puissant de la Région Auvergne-Rhône-Alpes, situé sur six communes du département de l’Ardèche (Saint-Étienne-de-Lugdarès, Lespéron, Lavillatte, Issanlas, Le Plagnal et Laveyrune). L’installation comprend 29 turbines pour une puissance installée de 73,5 MW. EDF ouvre également dans la région une agence de développement de projets d’énergies renouvelables.

## Toponymie
Attesté en Iciliacum en 950 dans la Charta Vetus du Vivarais.

## Histoire
En 1793, la commune de Mazan est créée par scission de Saint-Cirgues-en-Montagne.
En 1801, Mezeyrac et Issanlas sont séparés de Coucouron, rattachés à Mazan pour former la commune de Mazan-et-Mezeyrac.
En 1899, Mezeyrac et Issanlas se séparent de Mazan, pour créer la commune d'Issanlas.

## Politique et administration

### Rattachements administratifs et électoraux

#### Rattachements administratifs
La commune se trouve depuis sa création en 1899 dans l'arrondissement de Largentière du département de l'Ardèche.
Elle faisait partie depuis lors du canton de Montpezat-sous-Bauzon. Dans le cadre du redécoupage cantonal de 2014 en France, cette circonscription administrative territoriale a disparu, et le canton n'est plus qu'une circonscription électorale.

#### Rattachements électoraux
Pour les élections départementales, la commune fait partie depuis 2014 du canton de Haute-Ardèche
Pour l'élection des députés, elle fait partie de la troisième circonscription de l'Ardèche.

### Intercommunalité
Issanlas était membre de la petite communauté de communes Entre Loire et Allier, un établissement public de coopération intercommunale (EPCI) à fiscalité propre créé en 2005 et auquel la commune avait transféré un certain nombre de ses compétences, dans les conditions déterminées par le code général des collectivités territoriales.
Dans le cadre des dispositions de la loi portant nouvelle organisation territoriale de la République du 7 août 2015, qui prévoit que les établissements publics de coopération intercommunale (EPCI) à fiscalité propre doivent avoir un minimum de 15 000 habitants et 5 000 habitants en zone de montagne, cette intercommunalité a fusionné avec ses voisines pour former, le 1er janvier 2017, la communauté de communes de la Montagne d'Ardèche, dont est désormais membre la commune.

### Liste des maires
| Période                                  | Période                        | Identité     | Étiquette | Qualité                                                           |
| ---------------------------------------- | ------------------------------ | ------------ | --------- | ----------------------------------------------------------------- |
| Les données manquantes sont à compléter. |                                |              |           |                                                                   |
|                                          |                                |              |           |                                                                   |
| 2001                                     | 2014                           | André Duny   | DVG       |                                                                   |
| 2014                                     | juillet 2020                   | René Baldit  | DVG       | Retraité de la fonction publique                                  |
| juillet 2020,                            | En cours (au 30 novembre 2023) | John Serroul | RN        | Réélu après des élections municipales partielles en octobre 2023, |

## Équipements et services publics

### Enseignement
La commune est rattachée à l'académie de Grenoble.

## Population et société

### Démographie
L'évolution du nombre d'habitants est connue à travers les recensements de la population effectués dans la commune depuis 1901. Pour les communes de moins de 10 000 habitants, une enquête de recensement portant sur toute la population est réalisée tous les cinq ans, les populations de référence des années intermédiaires étant quant à elles estimées par interpolation ou extrapolation. Pour la commune, le premier recensement exhaustif entrant dans le cadre du nouveau dispositif a été réalisé en 2004.

En 2022, la commune comptait 103 habitants, en évolution de −0,96 % par rapport à 2016 (Ardèche : +2,48 %, France hors Mayotte : +2,11 %).
| 1901 | 1906 | 1911 | 1921 | 1926 | 1931 | 1936 | 1946 | 1954 |
| ---- | ---- | ---- | ---- | ---- | ---- | ---- | ---- | ---- |
| 680  | 710  | 733  | 641  | 618  | 576  | 566  | 454  | 400  |

| 1962 | 1968 | 1975 | 1982 | 1990 | 1999 | 2004 | 2006 | 2009 |
| ---- | ---- | ---- | ---- | ---- | ---- | ---- | ---- | ---- |
| 349  | 304  | 240  | 187  | 150  | 129  | 123  | 132  | 118  |

| 2014 | 2019 | 2022 | - | - | - | - | - | - |
| ---- | ---- | ---- | - | - | - | - | - | - |
| 107  | 99   | 103  | - | - | - | - | - | - |

### Médias
Deux organes de presse écrite sont distribués dans la commune :
- L'Hebdo de l'Ardèche

Il s'agit d'un journal hebdomadaire français basé à Valence et diffusé à Privas depuis 1999. Il couvre l'actualité pour tout le département de l'Ardèche.
- Le Dauphiné libéré

Il s'agit d'un journal quotidien de la presse écrite française régionale distribué dans la plupart des départements de l'ancienne région Rhône-Alpes, notamment l'Ardèche. La commune est située dans la zone d'édition du centre-Ardèche (Privas).

### Cultes
La communauté catholique et l'église d'Issanlas (propriété de la commune) sont rattachées à la paroisse Notre-Dame de la Montagne, elle-même rattachée au diocèse de Viviers.

## Culture locale et patrimoine

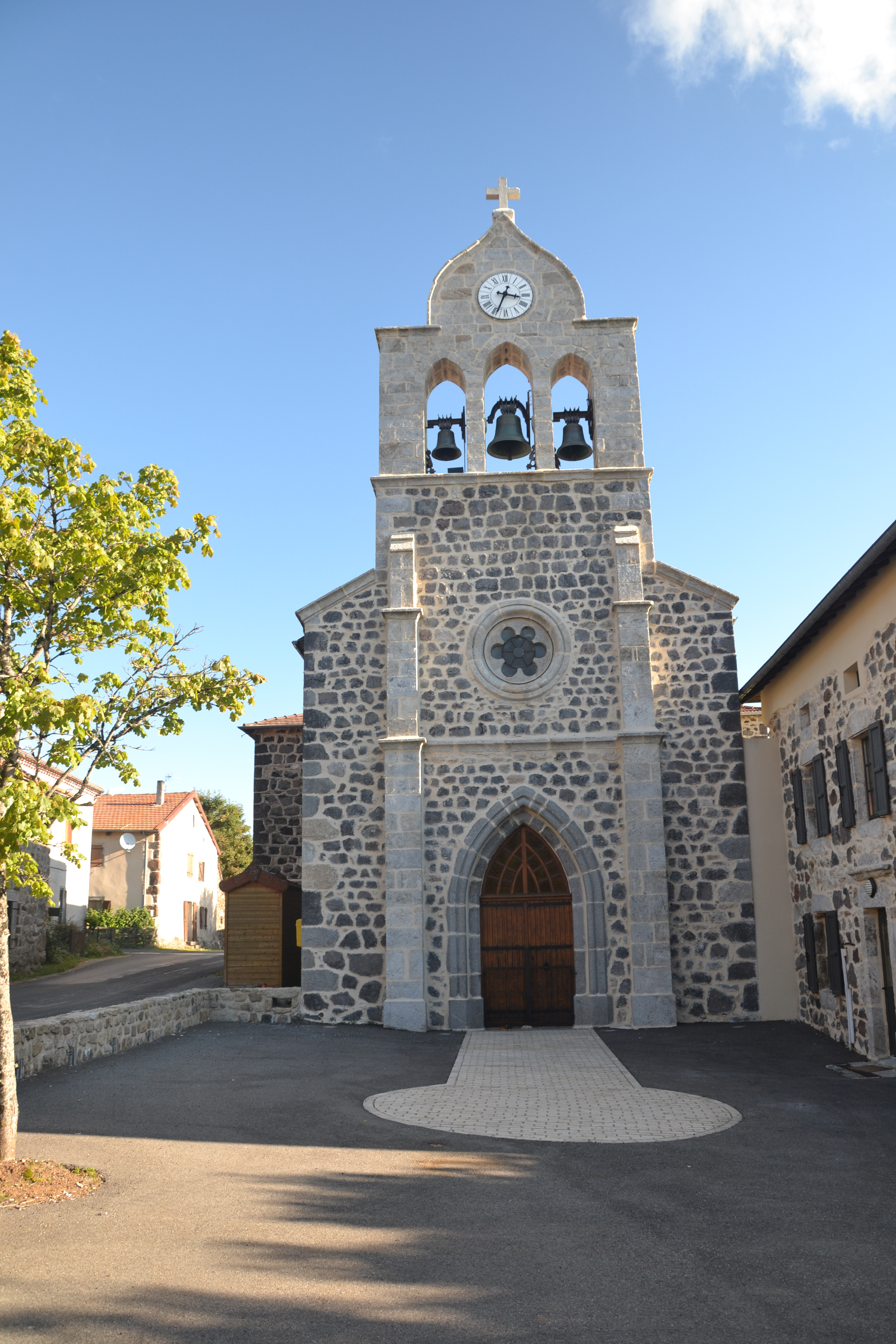
Église Saint-Michel.

### Lieux et monuments
- Église Saint-Michel d'Issanlas

## Pour approfondir